# Feliks Gwiżdż
Feliks Gwiżdż, pseudonim Stryk (ur. 12 stycznia 1885 w Odrowążu, zm. 27 maja 1952 w Warszawie) – legionista, kapitan rezerwy piechoty Wojska Polskiego, dziennikarz, pisarz, poeta, tłumacz, poseł II i III kadencji oraz senator IV kadencji w II RP, prezes Związku Drużyn Podhalańskich w 1914 roku.

## Życiorys
Syn Wojciecha i Marii z domu Dusza. Ukończył szkołę w Krakowie, następnie studiował na Uniwersytecie Lwowskim. Był redaktorem "Kuriera Lwowskiego", "Nowej Reformy", "Gazety Podhalańskiej". Członek Zarządu Związku Polowych Drużyn Sokolich w 1913 roku.
W roku 1914 wstąpił do Legionów Polskich. Początkowo został przydzielony do 1 pułku piechoty, później trafił do 4 pułku piechoty. 5 maja 1915 roku został awansowany chorążym, a 20 sierpnia tego roku podporucznikiem piechoty. 1 lipca 1915 roku został dowódcą kompanii sztabowej 4 pułku piechoty Legionów Polskich i 15 lipca wyruszył w składzie tego pułku na front. Po zajęciu Lublina, 2 sierpnia 1915 roku Feliks Gwiżdż został wyznaczony do przeprowadzenia werbunku w tym mieście. W okresie wrzesień 1915 - kwiecień 1916 pełnił funkcję Komendanta Placu Legionów Polskich w Lublinie. Później Feliksa Gwiżdża przeniesiono do służby liniowej. W czasie tej służby zachorował na malarię i leczył się w Lublinie. W późniejszym okresie zaangażowany był w działalność Centralnego Biura Werbunkowego Departamentu Wojskowego Naczelnego Komitetu Narodowego. W roku 1917 powrócił do służby w 4 pułku piechoty. Po kryzysie przysięgowym służył w Polskim Korpusie Posiłkowym
5 listopada 1918 roku wstąpił do Wojska Polskiego, gdzie służył jako zastępca szefa Biura Prasowego w Naczelnym Dowództwie Wojska Polskiego. 1 września 1919 roku Feliks Gwiżdż został mianowany porucznikiem piechoty i później służył w Brygadzie Strzelców Podhalańskich. W 1920 roku był działaczem plebiscytowym na Orawie i Spiszu. 10 czerwca 1921 został przeniesiony do rezerwy w stopniu kapitana.
W 1921 roku wydał tomik poezji z czasów legionowych pt. Kośba. Był delegatem na zjazd Związku Zawodowego Literatów Polskich 4 lutego 1922 w Warszawie. Później był naczelnym redaktorem warszawskiego „Gospodarza Polskiego” i „Ziemi Podhalańskiej”. W 1935 roku został wybrany na Prezesa Zarządu Głównego Związku Podhalan. Przetłumaczył na polski jednoaktówkę Jozefa Gregora Tajovskiego Matka (wyd. 1925). W latach 1928–1935 był posłem na Sejm, następnie, do 1938, senatorem Rzeczypospolitej. W Sejmie złożył wniosek o zniesienie tzw. żelarki na Spiszu i Orawie – ostatniej pozostałości pańszczyzny na ziemiach polskich).
W 1934 roku pozostawał w ewidencji Powiatowej Komendy Uzupełnień Warszawa Miasto III. Posiadał przydział do Oficerskiej Kadry Okręgowej Nr I. Był wówczas w grupie oficerów „posłowie i senatorowie”. Zweryfikowany w stopniu kapitana ze starszeństwem z 1 czerwca 1919 roku. W tym samym roku zajmował 13. lokatę na liście starszeństwa oficerów rezerwy piechoty.
Podczas okupacji hitlerowskiej mieszkał w Warszawie, należał do Armii Krajowej. W powstaniu warszawskim pełnił funkcję komendanta Rejonu V – Sadyba, w Okręgu Mokotowskim Armii Krajowej. Wyszedł z Warszawy z ludnością cywilną. W 1945 zamieszkał w Krakowie, gdzie wraz z legionistą i akowcem płk. Janem Maksymilianem Sokołowskim podjął działalność konspiracyjną w Konwencie Organizacji Niepodległościowych (KON) i zaczął wydawać pismo „Wolność i Prawda”, w którym publikowano nasłuchy radiowe oraz artykuły publicystyczne. Nawiązał też kontakty z grupą byłych członków AK, którzy wydawali pismo „Sygnały”, m.in. Ryszardem Kozłowskim, Franciszkiem Piekielniakiem (Ksawery Bukowiecki) i Janem Steczkowskim.
W sierpniu 1945 został aresztowany przez funkcjonariuszy organów bezpieczeństwa władzy powojennej w związku z działalnością niepodległościową. Sądzony przez Wojskowy Sąd Rejonowy razem z grupą członków krakowskiego KON, został skazany na pięć lat więzienia, ale w związku z amnestią wypuszczono go już w październiku 1946 r. Po wyjściu na wolność poświęcił się pracy literackiej, publikował m.in. w „Tygodniku Powszechnym” i tygodniku  „Dziś i Jutro” oraz pracował w Polskim Radio. 
Latem 1950 nawiązał kontakt ze współpracowniczką siatki polskiego wywiadu emigracyjnego pod kierownictwem mjr. Andrzeja Czaykowskiego – Sylwią Rzeczycką. Gwiżdż dzielił się z nią danymi dotyczącymi m.in. kolektywizacji rolnictwa, działalności podziemia antykomunistycznego czy nastrojów społecznych w związku z reformą rolną. Czaykowski wykorzystał te informacje w swoich raportach wysyłanych do Londynu. W listopadzie 1951 Gwiżdż został aresztowany w związku z rozbiciem siatki wywiadowczej i osadzony w więzieniu mokotowskim w Warszawie jako jej informator. W czasie śledztwa zachowywał nieugiętą postawę. Mimo złego stanu zdrowia, zagrażającego życiu i potwierdzonego opinią lekarską z marca 1952, areszt przedłużono na wniosek płk. Józefa Różańskiego. Gwiżdż zmarł 27 maja 1952 w szpitalu więziennym.
Pochowany na Cmentarzu Czerniakowskim w Warszawie.
Miał syna Jacka, żołnierza batalionu Zośka, który poległ 11 sierpnia w powstaniu warszawskim. Uczestniczką tych wydarzeń była również druga żona Feliksa Gwiżdża – Janina. Także drugi syn, Andrzej Gwiżdż, który po wojnie został profesorem prawa i dyrektorem warszawskiej Biblioteki Sejmowej, walczył w powstaniu warszawskim.
Miał również córkę Krystynę z pierwszego małżeństwa ze Stanisławą Pruszyńską, poetką mieszkającą i tworzącą w Zakopanem (zmarła tam w roku 1945). 

## Odznaczenia
W sierpniu 2019 roku został pośmiertnie odznaczony przez prezydenta RP Andrzeja Dudę Krzyżem Wielkim Orderu Odrodzenia Polski. 